# Ancita germari
Ancita germari är en skalbaggsart som först beskrevs av Francis Polkinghorne Pascoe 1865.  Ancita germari ingår i släktet Ancita och familjen långhorningar. Inga underarter finns listade i Catalogue of Life.